# Superstiție

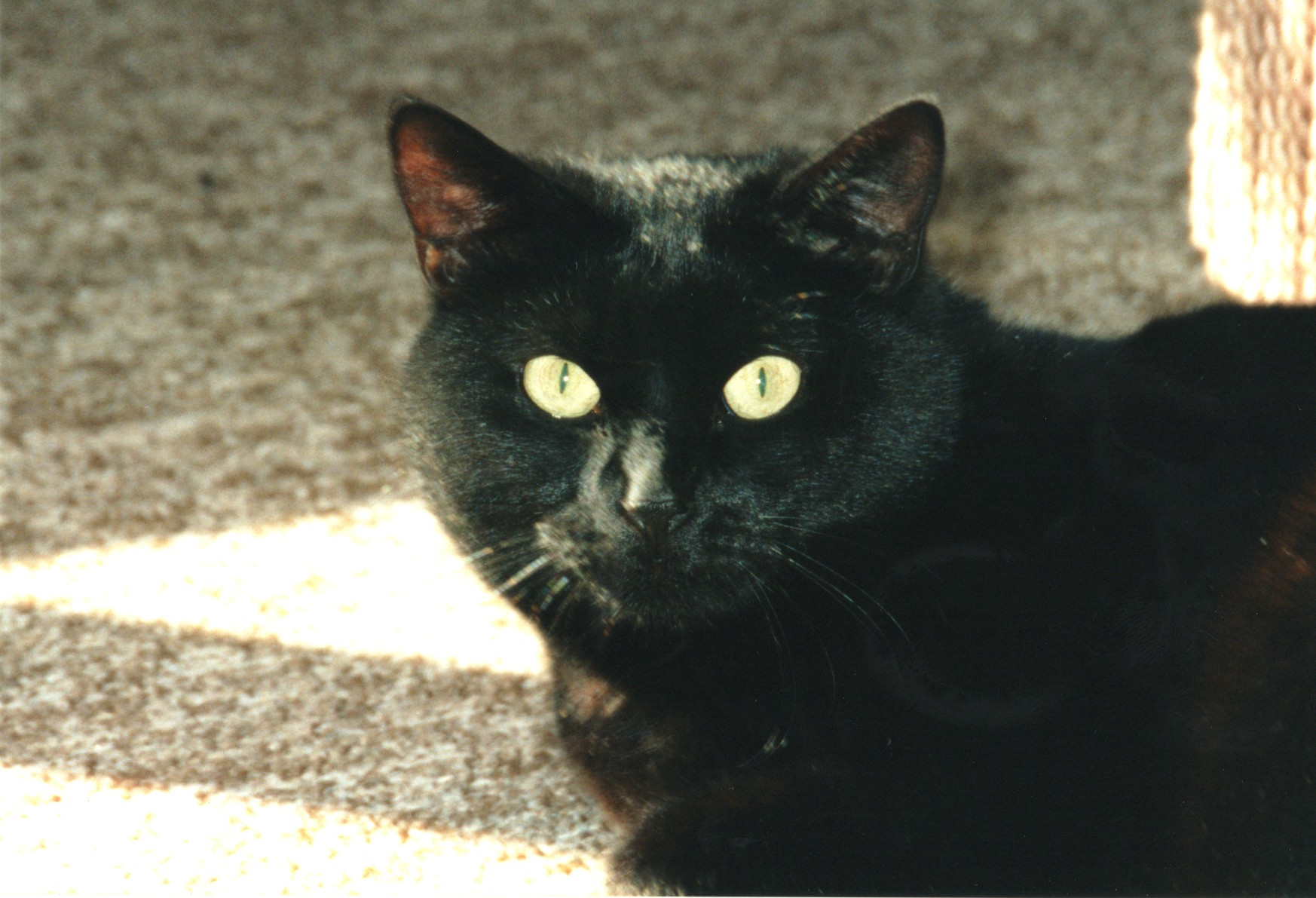
Pisica neagră preia toată energia negativă din casă; dacă traversează prin fața cuiva îi va aduce noroc în acea zi sau noapte

Superstiția este o credință în care un determinat fapt are o explicație mistică sau magică sau doar asumată cultural, social sau religios fără niciun temei științific, credința în spirite, farmece, vrăji, semne prevestitoare, obiecte care poartă noroc, forțe supranaturale. 

## Listă
Dacă spargi o oglindă, te pasc 7 ani de ghinion;
Iadeșul de pui aduce noroc;
Trifoiul cu 4 foi aduce noroc (superstiție originală de la celții din Irlanda);
Potcoava de cal aduce noroc;
Dacă treci pe sub scară, vei avea ghinion;
Joaca cu foarfeca și/sau cu focul aduce ghinion (superstiții originale din Egipt);
Dacă mergi fără un pantof te vei îmbolnăvi;
Dacă îți pui o dorință la ora 11 dimineața și unsprezece minute, acea dorință va deveni realitate;
Dacă sufli în lumânările de pe tortul de ziua ta și-ți pui o dorință, acea dorință se va împlini;
În cazul în care calci pe o crăpătură mama ta își va rupe spatele;
Dacă o femeie consumă carne de capră, îi va crește barbă (superstiție originală din Rwanda);
Dacă lași trei smocuri de țigară pe aceeași scrumieră, vei avea ghinion;
Dacă cineva dă cu mătura peste picioarele tale, vei rămâne singur pentru tot restul vieții (superstiție originală din America de Sud);
Dacă îi tai bebelușului tău unghiile înainte de un an, va deveni hoț;
Dacă iți spune cineva "la mulți ani" înainte de ziua ta, vei avea ghinion;
Dacă dormi cu fața spre Lună atunci ea îți va atrage fața către dânsa și vei deveni strâmb; 
Dacă pășești în odaie cu piciorul stâng, vei avea ghinion;
De vineri 13 vei avea ghinion;
Bătutul în lemn aduce noroc;
O bufniță care zboară în preajma casei înseamnă că un locatar va muri;
Tunsul părului marți aduce ghinion (superstiție originală din India);
O labă de iepure aduce noroc;
Dacă bei vin în timp ce mănânci pepene ceva rău ți se va întâmpla (superstiție originală din Argentina);
Dacă așezi o pălărie pe pat, demonii care trăiesc în pălărie vor intra în pat;
Dacă ciocnești cu cineva un pahar cu apă și apoi bei apa aceea, tu practic bei moarte (superstiție originală din Germania);
Dacă dormi cu capul îndreptat spre nord lucruri rele ți se vor întâmpla (superstiție originală din Japonia);
Dacă deschizi o umbrelă în casă, vei avea ghinion;
Dacă vezi o stea căzătoare și-ți spui o dorință, acea dorință se va împlini (superstiția este cel mai probabil originală din Grecia Antică);
Un bănuț găsit pe jos aduce noroc;
Dacă pui piciorul accidental în excremente de câine, vei avea noroc;
Număr 7 este norocos;
Lucrurile rele se întâmplă câte trei (adică dacă ți s-au întâmplat 2 mari nenorociri, o a treia mare nenorocire ar trebui să se întâmple din clipă în clipă);
Dacă înfigi bețișoarele în mâncare vei avea ghinion (semnul e asociat cu moartea, războiul și sărăcia, superstiție originală din Asia de Est);
Dacă observi o coțofană stând singură, e semn rău (superstiție originală din Scoția);
Dacă verși sare pe masă, vei avea ghinion;
Dacă cineva se uită cu invidie la tine, vei avea ghinion;
Dacă pui 2 oglinzi față-n față atunci ele vor funcționa ca o ușă între Pământ și Iad (superstiție originală din Mexic); 
Dacă spui ceva și în timp ce vorbești încrucișezi degetele arătător și mijlociu, acel lucru se va împlini.

## Superstițiile și metodele științifice
Superstițiile in tradițiile populare pot fi relaționate cu gândirea magică. Persoanele superstițioase cred (voit sau nu) că anumite acțiuni precum  farmecele, descântecele, făcăturile, blestemele influențează viețile lor. 
Se consideră superstiții acele discipline pe care comunitatea științifică le denumește pseudoștiințe:
- ghicitul
- astrologia
- tarotul
- șamanismul
- spiritismul
- feng-shui
- magia.